# Southern Pacific (banda)
Southern Pacific foi uma banda country rock que durou de 1983 a 1991. Eles são conhecidos pelo sucesso da canção "Any Way the Wind Blows" que fez parte da trilha sonora do filme Cadillac Cor-de-Rosa estrelado por Clint Eastwood.

## História
Formado em 1983 com os integrantes do The Doobie Brothers - Keith Knudsen e John McFee, o baixista Jerry Scheff, Tim Goodman nos vocais, e nos teclados Glenn D. Hardin. Eles assinaram com Warner Bros em 1984. O álbum de estréia Southern Pacific foi lançado no ano seguinte e Scheff foi substituído por Stu Cook ex-Creedence Clearwater Revival, enquanto Kurt Howell substituiu Hardin nos teclados. Cook e Howell participam do segundo lançamento, Killbilly Hill de 1986 que teve uma cover de Bruce Springsteen, a canção "Pink Cadillac". Goodman seria substituído por David Jenkins depois do segundo álbum. O terceiro álbum, Zuma de 1988 teve um de seus maiores sucessos nos EUA, a faixa "New Shade of Blue". Jenkins deixa a banda que fica um quarteto para o último disco, County Line de 1989 que inclui o sucesso "Any Way The Wind Blows". A Warner Bros lançou uma coletânea em 1991, Greatest Hits.
Depois do fim do Southern Pacific, Knudsen e McFee retornaram para The Doobie Brothers. Knudsen morreu em 2005 enquanto McFee continua em turnê com The Doobies. Cook excursionou com o grupo  Cosmo's Factory (agora Creedence Clearwater Revisited). Howell formou o grupo Burning Daylight.

## Membros
- Keith Knudsen (1983-91)
- John McFee (1983-91)
- Jerry Scheff (1983-6)
- Tim Goodman (1983-6)
- Glenn D. Hardin (1983-6)
- Stu Cook (1986-91)
- Kurt Howell (1986-91)
- David Jenkins (1986-89)

## Discografia
- Southern Pacific (1985)
- Killbilly Hill (1986)
- Zuma (1988)
- County Line (1990)
- Greatest Hits (1991)